# Флаг Сокольского района
Флаг Со́кольского района — опознавательно-правовой знак, составленный и употребляемый в соответствии с вексиллологическими правилами, служащий символом муниципального образования, единства его территории, населения, прав и самоуправления. Флаг является, наряду с основным муниципальным символом — гербом — официальным символом Сокольского муниципального района Вологодской области Российской Федерации.
Флаг утверждён 21 сентября 2000 года и внесён в Государственный геральдический регистр Российской Федерации под номером 1199.
Согласно статье 2.10 «Положения о флаге Сокольского муниципального района Вологодской области»: «В случае разграничения органов самоуправления города и района флаг остаётся исключительным символом города Сокола». Несмотря на разграничение органов самоуправления города и района в 2006 году, изменения в Положение о флаге Сокольского района внесены не были.

## Описание
«Флаг Сокольского муниципального района представляет собой полотнище с отношением ширины к длине 2:3, несущее изображение фигур и цветов полей герба района и города в сокращённой версии без короны и вольной части».

## Обоснование символики
Флаг, разработанный на основе герба, языком символов и аллегорий отражает исторические, культурные и экономические особенности района.
За основу герба Сокольского муниципального района взят герб города Сокола, утверждённый 24 августа 1972 года решением сессии Сокольского городского Совета депутатов трудящихся, разработанный членами Вологодской организации Всесоюзного общества филателистов.
Фигура сокола и рулон бумаги (свиток) — эмблема Сокольского целлюлозно-бумажного комбината. В 1897 году у деревни Соколово началось строительство фабрики «Сокол» по выработке целлюлозы и писчей бумаги. Таким образом, в будущем городе стала развиваться целлюлозно-бумажная промышленность. Сокол также указывает на название города — «Сокол».
Синяя полоса символизирует реку Сухона, у которой стоит город.
Зелёный цвет означает символ жизни и плодородия, а также лесные богатства.
Жёлтый цвет (золото) — символ прочности, величия, интеллекта, великодушия и богатства.